# Harold Johnson (cestista)
Harold Harmon Johnson (Richmond, 30 gennaio 1920 – Richmond, 17 settembre 1999) è stato un cestista statunitense, professionista nella BAA.